# Magda Apanowicz
Magda Apanowiczz (Vancouver, 8 novembre 1985) è un'attrice canadese, conosciuta per aver interpretato Andy Jensen nella serie TV Kyle XY e Lacy Rand in Caprica.

## Biografia e carriera
Apanowicz è figlia di Cas Apanowicz, ha un fratello, Conrad, e una sorellastra, Sheyla. Ha origini polacche e ha passato un anno in Polonia tra i 14 e i 15 anni.
Apanowicz inizia ad interessarsi alla recitazione all'età di 10 anni. Successivamente studia alla Vancouver Film School. La sua carriera comincia nel 2002 con brevi apparizioni nelle serie TV Jeremiah e John Doe.
Dal 2007 al 2009 interpreta Andy Jensen in Kyle XY; nel 2008 partecipa al film Every Second Counts per Hallmark Channel.
Nel 2009 Apanowicz è nel cast, come personaggio regolare, nella serie televisiva Caprica, dove ha lavorato con Eric Stoltz, uno degli attori di Pulp Fiction.

## Filmografia

### Cinema
- Sweet Lullaby, regia di James Ricker - cortometraggio (2003)
- Riverburn, regia di Jennifer Calvert - cortometraggio (2004)
- The Butterfly Effect, regia di Eric Bress e J. Mackye Gruber (2004)
- Slither, regia di James Gunn (2006)
- Team Unicorn: A Very Zombie Holiday, regia di Sean Becker - cortometraggio (2010)
- Dead Souls (2012)
- The Green Inferno, regia di Eli Roth (2013)

### Televisione
- Jeremiah - serie TV, episodio 1x04 (2002)
- John Doe - serie TV, episodio 1x06 (2002)
- Cold Squad - Squadra casi archiviati (Cold Squad) - serie TV, episodi 7x03-7x12-7x13 (2004-2005)
- The L Word - serie TV, episodio 3x02 (2006)
- Holiday Wishes, regia di David Weaver – film TV (2006)
- Il diario del diavolo (Devil's Diary), regia di Farhad Mann – film TV (2007)
- Renegadepress.com - serie TV, 14 episodi (2006–2008)
- Bionic Woman - serie TV, episodio 1x03 (2007)
- Kyle XY - serie TV, 24 episodi (2007-2009)
- The Andromeda Strain - miniserie TV, puntata 1 (2008)
- Every Second Counts, regia di John Bradshaw - film TV (2008)
- Bond of Silence, regia di Peter Werner - film TV (2010)
- Caprica - serie TV, 18 episodi (2009-2010)
- Hellcats - serie TV, 6 episodi (2010-2011)
- Snowmageddon - Disastri di Natale - film TV (2011)
- I 12 disastri di Natale (The 12 Disasters of Christmas), regia di Steven R. Monroe - film TV (2012)
- Continuum – serie TV, 5 episodi (2013)
- Ricordi mortali (Fatal Memories), Farhad Mann – film TV (2015)
- Travelers - serie TV (2018)
- Una proposta seducente (Tempting Fate), regia di Manu Boyer e Kim Raver – film TV (2019)
- You - serie TV (2019)

## Doppiatrici italiane
Nelle versioni in italiano dei suoi film, Magda Apanowicz è stata doppiata da:
- Chiara Oliviero in Snowmageddon - Disastri di Natale, I 12 disastri di Natale
- Letizia Scifoni in The Green Inferno
- Martina Felli in Continuum
- Perla Liberatori in Motive
- Alessia Amendola in Il diario del diavolo
- Veronica Puccio in Ricordo mortali
- Virginia Brunetti in Caprica
- Erica Necci in Kyle XY
- Ilaria Latini in Travelers
- Mariagrazia Cerullo in You